# Port de Saint-Seurin-d'Uzet
Le port de Saint-Seurin-d'Uzet est situé à Saint-Seurin-d'Uzet (commune de Chenac-Saint-Seurin-d'Uzet), dans le département de la Charente-Maritime et la région Nouvelle-Aquitaine. 
Relié à l'estuaire de la Gironde par un chenal alimenté par le Juliat (modeste ruisseau prenant sa source quelques kilomètres en amont, à Font-Garnier), il fut un grand centre de pêche à l'esturgeon durant des siècles, poisson d'abord pêché pour sa chair, puis pour ses œufs : le caviar. Saint-Seurin-d'Uzet fut ainsi jusqu'en 1982 (année de l'interdiction de la pêche à l'esturgeon, devenu espèce menacée dans la région) la « capitale du caviar de Gironde ». Cette denrée prestigieuse continue d'être produite des deux côtés de l'estuaire sous le nom de caviar de Gironde ou caviar d'Aquitaine, mais en fermes aquacoles. 
Beaucoup moins animé qu'autrefois, en marge des stations balnéaires de la côte qui ne sont pourtant distantes que d'une petite vingtaine de kilomètres (Royan est à moins de 25 kilomètres), le port de Saint-Seurin est désormais un lieu paisible, fréquenté par quelques bateaux de pêche et de plaisance.

## Description
Le port de Saint-Seurin (ou Saint-Surin) est actif depuis plusieurs siècles. Port de pêche, mais aussi de commerce (on y embarque longtemps sel, grains et bois, essentiellement pour faire des tonneaux), c'est aussi, à l'occasion, un port de guerre, protégé par un château-fort depuis le Moyen Âge. En 1559, on y arme pour la pêche à la morue sur les grands bancs de Terre-Neuve, activité alors très lucrative. 
Au XVIIIe et au XIXe siècle, Saint-Seurin est une station de pilotage pour les lamaneurs, qui aident les marins peu expérimentés à se frayer un passage dans cette « rivyere de Bourdeaux » si volontiers capricieuse. Les habitants qui ont un bateau s'en vont pêcher l'esturgeon (appelé créa ou créac en saintongeais et en occitan), le maigre ou la lamproie, et « trafiquent » à l'occasion avec les autres ports de l'estuaire. 
Si la chair de l'esturgeon est consommée, les œufs sont, au mieux, donnés à manger aux canards ! En 1866, un marchand allemand de passage dans la région, nommé Schwax, s'offusque de cette pratique et initie un dénommé Roux, pêcheur à Saint-Seurin, aux techniques de préparation du caviar. En 1902, la maison rochelaise Toutblanc s'intéresse de près au caviar girondin. Pourtant, mal préparé, trop salé, trop cher aussi, il ne séduit guère les amateurs. Bien vite, les œufs d'esturgeons font de nouveau les délices des oiseaux de basse-cour. 
La situation change dans les années 1920. La tradition veut qu'une aristocrate russe exilée en France après la révolution de 1917, passant par Saint-Seurin, ait vue avec horreur un pêcheur rejeter à la mer le précieux caviar. Indignée, elle lui aurait dit : « c'est un crime que vous commettez, c'est avec ces œufs que nous fabriquons le caviar, chez nous, en Russie et c'est une pure merveille ! ». Un spécialiste russe est envoyé sur place. La maison Prunier achète les droits exclusifs et bientôt, quatre « préparateurs » se lancent dans cette activité à Saint-Seurin : MM. René et Jude Milh, M. Saint-Blancard et M. Ephrem. Dans les années 1950, on pêche jusqu'à 3 à 5 tonnes d'esturgeon par an, et, bientôt, le poisson se raréfie. L'état interdit cette activité en 1982, et depuis, le caviar de Gironde n'est plus produit qu'en fermes aquacoles.
Le port proprement dit consiste en un chenal de cinq mètres de large, directement relié à l'estuaire, et bordé de petits appontements où viennent s'amarrer les bateaux. Il est terminé par un pont-écluse, où passe la route verte (voie touristique Royan-Bordeaux). Aux abords du port se trouve l'église Saint-Séverin, du XVIIIe siècle, dont la voûte évoque une coque de bateau renversé, et les ruines du château (propriété privée).